# Labathude
Labathude – miejscowość i gmina we Francji, w regionie Oksytania, w departamencie Lot.
Według danych na rok 1990 gminę zamieszkiwały 214 osoby, a gęstość zaludnienia wynosiła 21 osób/km² (wśród 3020 gmin regionu Midi-Pireneje Labathude plasuje się na 849. miejscu pod względem liczby ludności, natomiast pod względem powierzchni na miejscu 1072.).